# Les Derniers Jours
Ne doit pas être confondu avec Les Derniers Jours (film).
 (avril 2025).
Si vous disposez d'ouvrages ou d'articles de référence ou si vous connaissez des sites web de qualité traitant du thème abordé ici, merci de compléter l'article en donnant les références utiles à sa vérifiabilité et en les liant à la section « Notes et références ».
Les Derniers Jours est un roman de Raymond Queneau publié en 1936 aux éditions Gallimard.

## Résumé
M. Brabbant, petit escroc vieillissant, malin mais dépourvu d’imagination, s’est mis en tête d’exécuter une grosse affaire et cultive pour cela des relations d’amitié avec M. Tolut, professeur d’Histoire-Géo à la retraite, complexé de n’avoir jamais voyagé, et M. Brennuire, homme riche et bien en vue. Vincent Tuquedenne, étudiant timide et distrait monté à Paris, mène une existence monotone avec ses camarades, Rohel, jeune homme insolent et séducteur, et Hublin, un garçon très secret qui s’exile en Amérique du Sud après avoir éborgné un borgne. Tous ces personnages se retrouvent au café du Soufflet où le serveur, Alfred, passionné d’astrologie, pose un regard lucide sur leurs existences et leur prédit leur avenir. À la fin du roman, Brabbant, Tolut et Brennuire meurent, terrifiés par l’imminence de leur destin. Rohel et Tuquedenne, devenus amis, ont terminé leurs études et vont faire leur service militaire. Quant à Alfred, il a accompli le but de sa vie : regagner aux courses grâce à son savoir astrologique l’argent perdu jadis par son père. Il a maintenant de nouveaux clients mais sait que leur fin viendra à eux aussi, comme viendra, plus tard, celle de l’univers.

## Personnages
- Alfred : garçon de café
- Vincent Tuquedenne : étudiant
- Brabbant : vieil escroc
- Tolut : professeur d'Histoire à la retraite
- Brennuire : homme d'affaires, beau-frère de M. Tolut
- Rohel : étudiant, ami de Vincent
- Hublin : étudiant, ami de Vincent
- Wullmar : étudiant, ami de Rohel
- Fabie : petite amie de Brabbant